# Junichi Sawayashiki
Junichi Sawayashiki (Japans: 澤屋敷 純一) (Tokio, 13 september 1984) is een professionele kickbokser van Japanse afkomst. Hij doet vaak mee aan K-1 wedstrijden.